# Hasan Tahmasebi
Hasan Tahmasebi (pers. حسن طهماسبی; ur. 1 września 1980) – irański zapaśnik w stylu wolnym. Zajął 26. miejsce na mistrzostwach świata w 2007. Trzy medale mistrzostw Azji, złoto w 2003 i 2007, srebro w 2004.
Drugi w Pucharze Świata w 2005 i 2007; czwarty w 2006 i trzynasty w 2011. Drugi w Pucharze Azji w 2003 roku.